# Warsy
Warsy là một xã ở tỉnh Somme, vùng Hauts-de-France, Pháp.
Thị trấn này có cự ly khoảng 22 dặm Anh (35 km) về phía đồng nam của Amiens.

## Dân số
| 1962                                                  | 1968 | 1975 | 1982 | 1990 | 1999 |
| ----------------------------------------------------- | ---- | ---- | ---- | ---- | ---- |
| 85                                                    | 90   | 98   | 69   | 91   | 108  |
| Số liệu dân số từ năm 1962, dân số không tính hai lần |      |      |      |      |      |